# Mujeres y hombres y viceversa
Mujeres y hombres y viceversa (también conocido por las siglas MyHyV) fue un programa de citas producido por Bulldog TV y emitido en Cuatro desde el 24 de enero de 2018, aunque desde que se estrenó el 9 de junio de 2008 hasta entonces, se emitió en Telecinco durante 2.416 programas.
El formato, presentado por Emma García durante 2.613 programas, obtuvo en su estreno un 18,4% de audiencia, estando entre las preferencias del público durante las dos primeras temporadas. Tras unos años con una importante caída en su audiencia, desde el comienzo de 2014 se logró recuperar y volver a captar adeptos, aunque volvió a bajar a lo largo de 2017, lo que propició su cambio de canal.
El 20 de octubre de 2018, tras las pobres audiencias que venía cosechando el programa, la cúpula de Mediaset España anunció que apartaría a Emma García del espacio que venía presentando desde su inicio, para ser sustituida por Toñi Moreno. Así, García pasaría a presentar el espacio que hasta ahora presentaba Moreno en Telecinco, el magacín Viva la vida. Este cambio de presentadora llegaría al dating show el 5 de noviembre de 2018, en su programa número 2.614. Cabe destacar que, durante la baja de maternidad de Toñi Moreno, Nagore Robles se haría cargo del programa.
Por otro lado, el 20 de marzo de 2020, se paralizaron las grabaciones del programa debido a la alerta por el COVID-19. Asimismo, el 7 de julio de 2020 se anunció que el programa regresaría en septiembre estrenando una nueva etapa con Jesús Vázquez como presentador.
El 15 de marzo de 2021 se anunció que Mediaset España había cancelado el programa tras sus pobres índices de audiencia, finalizando sus emisiones el 25 de marzo de 2021.
La emisión del programa ha generado cierta polémica al considerar que el uso recurrente de lenguaje soez vulnera la Ley de Regulación Televisiva en horario infantil.

## Mecánica
El programa se basa en el formato italiano Uomini e donne y se dirige a personas sin pareja. Los tronistas son entre 4 y 6, habitualmente chicos y chicas a partes iguales. Estos son los protagonistas; los cuales reciben pretendientes que acuden a conquistarles. Cada día el tronista puede recibir a candidatos pretendientes a los que, tras una breve presentación, decide si quiere conocerles o no.
Después, el tronista decidirá las citas individuales con cada pretendiente, donde tendrán la oportunidad de conversar y conocerse mejor. Las citas siempre se han grabado fuera del programa aunque, desde el 13 de noviembre de 2017, debido a los discretos índices de audiencia del programa, los tronistas conviven en una casa situada en Ciudalcampo (Madrid), en la que se van desarrollando retos o citas que pueden ser clásicas, a ciegas o incluso compartidas con otros tronistas. Aun así, no existe encierro, por lo que no siempre están en ella y no es necesario que coincidan los protagonistas dentro.
Por su parte, existe una regla de "oro", la cual no debe de sobrepasar y se les aplica tanto a los pretendientes como a los tronistas. Esta regla prohíbe mantener contacto entre pretendiente-tronista mientras dure su estancia en el programa. De darse esto, provocaría la expulsión del tronista o pretendiente.
Más adelante, cuando el tronista toma una decisión; se organiza la final junto con los pretendientes finalistas, y deberá de elegir a la persona para que se convierta en su pareja formal, eliminando al resto de pretendientes. El tronista también puede abandonar el programa en solitario si no se ve de pareja con ninguno de sus finalistas. El puesto abandonado se ocupa por otro miembro del mismo sexo.
Los episodios son protagonizados por dos de los tronistas. Generalmente, cada episodio equivale a un día de grabación del programa, la cual es dividida en dos partes emitidas en días consecutivos, separados por la frase Seguimos grabando de la presentadora; y así sucesivamente a excepción de algunos casos, los cuales han durado hasta 3 días de grabación; como también la emisión de imágenes inéditas grabadas tras la final de la emisión anterior.

## Equipo

### Presentadores
|               | Años   | Años   | Años   | Años   | Años      | Años                                        |
|               | Cuatro | Cuatro | Cuatro | Cuatro | Programas |                                             |
| 2008 - 2017   | 2018   | 2019   | 2020   | 2021   | Programas |                                             |
| ------------- | ------ | ------ | ------ | ------ | --------- | ------------------------------------------- |
| Emma García   |        |        |        |        |           | 1 - 2.613                                   |
| Toñi Moreno   |        |        |        |        |           | 2.614 - 2.875; 2.878 - 2.904; 2.948 - 2.960 |
| Nagore Robles |        |        |        |        |           | 2.876 - 2.877; 2.905 - 2.947                |
| Jesús Vázquez |        |        |        |        |           | 2.961 - 3.093                               |

NOTA: Toñi Moreno no presentó los programas 2.876 y 2.877 por baja médica; los presentó Nagore Robles.

### Asesores del amor / Opinionistas
Los asesores del amor fueron Paco Morales y Raquel Navamuel desde su inicio hasta enero de 2009, y desde esa fecha hasta enero de 2013 el programa contó con la pareja formada por Pipi Estrada y Miriam Sánchez. Debido a que estos últimos incumplieron las normas del programa, fueron despedidos. Tras ello, el programa alternó en el cometido a varios personajes famosos de la cadena, como Tamara Gorro, Antonio Tejado, Mar Montoro, Sofía Cristo y Bárbara Rey. Los últimos en ocupar las sillas de asesores del amor que se alternaban fueron Antonio David Flores, desde 2013; Nacho Montes y Carmen Lomana, desde 2015, y Olvido Hormigos y Víctor Sandoval, desde 2016.
En el año 2017, Rafa Mora se incorporó a la plantilla de los asesores del amor, y se hizo fijo en su puesto junto a Nagore Robles, que trabaja en el programa desde 2013. Los dos fueron asesores del amor fijos y aparecieron en todas las entregas del dating show dando sus consejos y opiniones sobre los hechos que suceden en el programa. En verano la extronista Oriana Marzoli se unió al equipo de asesores y, en el mes noviembre, cambiaron su rol por el de "opinionistas", al que se unieron Kiko Jiménez, Lucía Pariente y, más tarde, Alba Carrillo, Laura Matamoros, Sofía Suescun, el Maestro Joao y Kiko Matamoros. En mayo de 2019, María Jesús Ruiz fichó por el programa con el mismo propósito. Más tarde, después de su participación en Supervivientes, Violeta Mangriñán y Omar Montes se unieron al elenco de opinionistas.
| Asesor               | Información                                     | Años              |
| -------------------- | ----------------------------------------------- | ----------------- |
| Paco Morales         | Colaborador de televisión                       | 2008 - 2009       |
| Raquel Navamuel      | Modelo, actriz y presentadora de televisión     | 2008 - 2009       |
| Pipi Estrada         | Periodista deportivo y colaborador de TV        | 2009 - 2013       |
| Miriam Sánchez       | Ex actriz porno y colaboradora de TV            | 2009 - 2013       |
| Bárbara Rey          | Vedete y actriz                                 | 2013 - 2014       |
| Sofía Cristo         | DJ y colaboradora de TV, hija de Bárbara Rey    | 2013 - 2014       |
| Mar Montoro          | Periodista                                      | 2013 - 2014       |
| Tamara Gorro         | Extronista                                      | 2013 - 2014       |
| Antonio David Flores | Colaborador de televisión                       | 2013 - 2017       |
| Nagore Robles        | Colaboradora de televisión                      | 2013 - 2021       |
| Carmen Lomana        | Empresaria y jet set                            | 2013              |
| Nacho Montes         | Estilista                                       | 2014 - 2016       |
| Amador Mohedano      | Colaborador de televisión                       | 2014 - 2015       |
| Marta Cristo         | Colaboradora de televisión                      | 2014 - 2015       |
| Olvido Hormigos      | Colaboradora de televisión                      | 2016 - 2017       |
| Víctor Sandoval      | Presentador y colaborador de televisión         | 2016 - 2017       |
| Luis Rollán          | Actor y colaborador de TV                       | 2016              |
| Carmen Borrego       | Colaboradora de TV, hija de María Teresa Campos | 2017              |
| Rafa Mora            | Extronista y colaborador de televisión          | 2017              |
| Lucía Pariente       | Madre de Alba Carrillo                          | 2017              |
| Kiko Matamoros       | Exrepresentante artístico y colaborador de TV   | 2018              |
| Oriana Marzoli       | Extronista                                      | 2017; 2020 - 2021 |
| Kiko Jiménez         | Extronista y colaborador de televisión          | 2017 - 2020       |
| Alba Carrillo        | Modelo                                          | 2018 - 2019       |
| Laura Matamoros      | Colaboradora de TV, hija de Kiko Matamoros      | 2018 - 2019       |
| Maestro Joao         | Vidente                                         | 2018 - 2019       |
| Sofía Suescun        | Ganadora de Gran Hermano 16                     | 2018 - 2020       |
| Omar Montes          | Cantante                                        | 2019              |
| María Jesús Ruiz     | Modelo y actriz, "Miss España 2004"             | 2019 - 2021       |
| Violeta Mangriñán    | Extronista                                      | 2019 - 2021       |
| Iván González        | Extronista                                      | 2020 - 2021       |
| Lydia Lozano         | Periodista y colaboradora de televisión         | 2021              |
| Belén Rodríguez      | Periodista y colaboradora de televisión         | 2021              |

### Ganchos
Hasta 2017, existió la figura de los ganchos, un grupo de personas entre el público que opinaba habitualmente sobre las citas y el comportamiento de los participantes, y daban información sobre las infracciones que cometían. Podían ser tanto personajes famosos como desconocidos. También solían hacer de ganchos personajes que habían participado previamente como tronistas o como pretendientes.
Entre los más asiduos figuraban:
| - Ali Fernández. Colaboradora. - Ana Barrena. Colaboradora. - Anabel Pantoja. - Anaís León. Extronista. - Antonio García. Colaborador. - Antonio Sánchez. - Arturo Requejo. Concursante de Gran Hermano 11. - Aurora. Colaboradora. - Carlos Castellano. Estilista. - David Morales. Extronista. - Francisco Nicolás Gómez Iglesias. Concursante de Gran Hermano VIP 4. - Isa Pantoja. Hija de Isabel Pantoja - Iván González. Concursante de Supervivientes 2017, extronista. - Jesús Reyes. Estilista. - Julián Contreras Jr. Escritor y colaborador de televisión. - Karina. Cantante. - Laura "Barcelona". Extronista. - Leo Cámara. Extronista. - Lola Ortiz. Concursante de Supervivientes 2015, extronista. - Luismi Valero. Colaborador. - Maggie Barbastro. Colaboradora. - Maite Galdeano. Concursante de GH 16. - Mari "Ganchillo". Colaboradora. | - María Ángeles Delgado "Madre". Concursante de Acorralados. - Maribel Cecilio. Vidente. - Mario Temiño. Colaborador. - Nerea Rodríguez. Colaboradora de televisión. - Noel Bayarri. Concursante de Supervivientes 2015, extronista. - Olaya Rivas. Periodista. - Patricia Pérez "Steisy". Concursante de Supervivientes 2016, extronista. - Pedro Rosell. Colaborador. - Pilar. Colaboradora. - Rafa Mora. Extronista. - Raquel Martín. Concursante de Gran Hermano 16. - Sonia Arenas. Concursante de Gran Hermano 4. - Susana Pérez. Periodista. - Tamara Gorro. Extronista. - Tamara "Tam". Colaboradora. - Vicente Herrero. Tabernero. - Virginia Llanos. Expretendienta de Efrén Reyero. - Yong Li. Participante de Un príncipe para Corina. |

## Tronistas
Los tronistas son los protagonistas del programa Mujeres y hombres y viceversa. Se les llama así porque se sientan en un trono, y su objetivo es encontrar pareja, a la que pueden elegir entre sus pretendientes, tras lo cual ambos abandonarán el programa. Si un tronista deja de tener pretendientes será expulsado automáticamente del trono, pues ser pretendido por al menos un participante es una condición indispensable para permanecer en él. Si un tronista mantiene contacto directo o a través de una tercera persona con un pretendiente sin comunicarlo a la producción infringe las normas que impone el programa y ambos son expulsados.
| Nombre                  | Residencia                | Edad | Información                                                                          | Elige | Elección final                           |
| ----------------------- | ------------------------- | ---- | ------------------------------------------------------------------------------------ | ----- | ---------------------------------------- |
| Marisa Sandoval         | Zamora                    | 25   | Modelo y actriz                                                                      | SÍ    | Pedro Mérida                             |
| Verónica Pérez          | Madrid                    | 25   | Bailarina y aficionada a la fotografía                                               | SÍ    | Fernando Ivanoff                         |
| Víctor Enguídanosº      | Madrid                    | 22   | Asesor financiero                                                                    | SÍ    | Blanca Tinoco                            |
| Luis Bello              | Ponferrada                | 31   | Traductor, coordinador y modelo                                                      | SÍ    | Ángela Hernández                         |
| Raquel Puche            | Badajoz                   | 27   | Peluquera                                                                            | NO    | Trono anulado                            |
| Ana Centeno             | Madrid                    | 21   | Enfermera                                                                            | NO    | Trono anulado                            |
| Efrén Reyero            | Málaga                    | 25   | Futbolista                                                                           | SÍ    | Soraya Segura                            |
| Germán Ramírez          | Sabadell                  | 38   | Concursante de Gran Hermano 10                                                       | SÍ    | Sonia                                    |
| Alejandro Ramírez       | Tenerife                  | 28   | Fotógrafo                                                                            | SÍ    | Xenia                                    |
| Soraya Seguraº          | Madrid                    | 22   | Elegida de Efrén Reyero                                                              | SÍ    | Javier Aranda                            |
| Tamara Gorro            | Segovia                   | 22   | Expretendiente de Luis Bello                                                         | SÍ    | Rafa Mora                                |
| Antonio Paramio         | Madrid                    | 26   | Estudiante de Bellas Artes                                                           | NO    | Abandono                                 |
| Astry Díaz              | Madrid                    | 28   | Expretendiente de Víctor Enguídanos                                                  | NO    | Abandono                                 |
| Blanca Tinoco           | Badajoz                   | 28   | Elegida de Víctor Enguídanos y expretendiente de Luis Bello                          | NO    | Expulsada                                |
| Javier Acevedo          | Ronda                     | 25   | Expretendiente de Soraya Segura y Tamara Gorro                                       | NO    | Expulsado                                |
| Jenni Sánchez           | Cuenca                    | 20   | Expretendienta de Alejandro Ramírez y Antonio Paramio                                | SÍ    | Ferchu Aumente                           |
| Marta Canals            | Barcelona                 | 27   | Expretendienta de Antonio Paramio y Javier Acevedo                                   | SÍ    | Carlos                                   |
| Manuel Restituto        | Sevilla                   | 33   | Organizador de eventos y modelo                                                      | NO    | Expulsado                                |
| Antonio Rey             | Córdoba                   | 30   | Torero y empresario                                                                  | SÍ    | Luz                                      |
| David Morales           | Madrid                    | 30   | Expretendiente de Verónica Pérez y Marta Canals                                      | SÍ    | Tamara                                   |
| Lorena Sánchez          | Málaga                    | 28   | Modelo y psicóloga                                                                   | NO    | Abandono                                 |
| Jennifer Ortizº         | Barcelona                 | 21   | Expretendienta de Javier Acevedo y Manuel Restituto                                  | SÍ    | Nacho                                    |
| Toño Gonzálezº          | Huelva                    | 22   | Futbolista. Expretendiente de Jenni Sánchez y Jenny Ortiz                            | NO    | Expulsado                                |
| Rafa Mora               | Valencia                  | 28   | Elegido de Tamara Gorro                                                              | SÍ    | Raquel García                            |
| Meritxell Rodríguez     | Alicante                  | 26   | Expretendienta de Víctor Enguídanos y Rafa Mora                                      | NO    | Expulsada                                |
| Noelia Luna             | Málaga                    | 22   | Expretendiente de David Morales                                                      | NO    | Abandono                                 |
| Oliver Reaza            | Alicante                  | 24   | Expretendiente de Tamara Gorro y Meritxell Rodríguez                                 | NO    | Abandono                                 |
| Samira Salomé Jalilº    | Málaga                    | 19   | Expretendienta de Toño González y Rafa Mora                                          | NO    | Expulsada                                |
| Raúl Morgadoº           | Madrid                    | 31   | Expretendiente de Blanca Tinoco                                                      | SÍ    | Sandy                                    |
| Maite Gallego           | Madrid                    | 23   | Modelo de tallas grandes                                                             | NO    | Expulsada                                |
| Silvia Sicilia          | Tenerife                  | 21   | y expretendienta de Manuel Restituto                                                 | SÍ    | Noel Bayarri                             |
| Amal El-Ahmadiº         | Madrid                    | 18   | Expretendienta de Oliver Reaza                                                       | NO    | Expulsada                                |
| Vicente Herreroº        | Fuente Álamo              | 30   | Expretendiente de Marisa Sandoval                                                    | NO    | Abandono                                 |
| Carmen Madrigal         | Málaga                    | 20   | Participante de Curso del 63 y expretendienta de Oliver Reaza                        | SÍ    | Expulsada / Chema Ortiz                  |
| Honinse Fernández       | Ciudad Real               | 25   | Expretendienta de Toño González y Oliver Reaza                                       | NO    | Abandono                                 |
| Rubén Vázquez           | Vigo                      | 24   | Expretendiente de Samira Salomé Jalil y Silvia Sicilia                               | NO    | Expulsado                                |
| Fanny Sánchez           | Valencia                  | 27   | Desempleada                                                                          | NO    | Abandono                                 |
| Fabián Allen            | Torrevieja                | 28   | Expretendiente de Silvia Sicilia                                                     | SÍ    | Sonia Ruz                                |
| Arantxa Alarcón         | Barcelona                 | 21   | Expretendienta de Raúl Morgado y Fabián Allen                                        | SÍ    | Abandono / Arturo Requejo                |
| Indhira Kalvani         | Málaga                    | 24   | Concursante de Gran Hermano 11                                                       | NO    | Sola                                     |
| Pedro Reche             | Asturias                  | 27   | Expretendiente de Indhira Kalvani                                                    | NO    | Expulsado                                |
| Abraham González        | Madrid                    | 21   | Tenista                                                                              | NO    | Abandono                                 |
| Nicol Hartman.º         | Valencia                  | 20   | Expretendienta de Fabián Allen                                                       | SÍ    | Sergio Ramírez                           |
| Brenda Cerdá            | Valencia                  | 19   | Expretendienta de Curro Hernández                                                    | NO    | Expulsada                                |
| Curro Hernández         | Granada                   | 26   | Participante de Nadie es perfecto                                                    | NO    | Abandono                                 |
| Sonia Ruz               | Barcelona                 | 22   | Elegida de Fabián Allen                                                              | SÍ    | Álex Costa                               |
| Abigail Ortega          | Málaga                    | 19   | Expretendienta de Ferchu Aumente                                                     | NO    | Expulsada                                |
| Elena Milla             | Granada                   | 23   | Expretendienta de Abraham González                                                   | SÍ    | Abandono / Fabián Allen                  |
| Ferchu Aumente          | Madrid                    | 27   | Elegido de Jenni Sánchez y expretendiente de Astry Díaz y Sonia Ruz                  | SÍ    | Carolina Fron                            |
| José Luis Garrido       | Mallorca                  | 28   | Expretendiente de Soraya Segura                                                      | SÍ    | Marina Villanueva                        |
| Laura "Barcelona"       | Barcelona                 | 24   | Expretendienta de Pedro Reche y Abraham González                                     | SÍ    | Álvaro Pérez                             |
| Mamen Carreraº          | Toledo                    | 20   | Expretendienta de Ferchu Aumente                                                     | NO    | Sola                                     |
| Vicente "One"           | Madrid                    | 25   | Expretendiente de Laura Barcelona                                                    | SÍ    | Nerea                                    |
| Laura Campos            | Madrid                    | 28   | Ganadora de Gran Hermano 12                                                          | SÍ    | Toño González                            |
| Marina Villanueva       | Barcelona                 | 19   | Elegida de José Luis Garrido                                                         | SÍ    | Ángel Ruiz                               |
| Juanjo Martín           | Valencia                  | 28   | Expretendiente de Jenni Sánchez y Blanca Tinoco                                      | NO    | Abandono                                 |
| Ainhoa Benitoº          | Madrid                    | 23   | Expretendienta                                                                       | SÍ    | Víctor Enguídanos                        |
| Gina Ferrari            | Madrid                    | 26   | Expretendienta de José Luis Garrido                                                  | SÍ    | Domingo Nano                             |
| Sergio Clar             | Valencia                  | 25   | Expretendiente de Laura Barcelona                                                    | SÍ    | Niki Hartman                             |
| Rubén Povedaº           | Alicante                  | 28   | Participante de ¿Quién quiere casarse con mi hijo?                                   | SÍ    | Cristina Gadea                           |
| Jackie Mello            | Madrid                    | 27   | Expretendienta de Oliver Reaza, Sergio Clar y Rubén Poveda                           | NO    | Sola                                     |
| Gala Caldirolaº         | Alicante                  | 19   | Expretendienta de Sergio Clar y Juanjo Martín                                        | SÍ    | Expulsada / Cristian Toro                |
| Carmen Cambil           | Gerona                    | 27   | Expretendienta de Rubén Poveda                                                       | NO    | Trono anulado                            |
| Erik Riolobos           | Madrid                    | 24   | Expretendiente de Ainhoa Benito                                                      | NO    | Abandono                                 |
| Álvaro Pérezº           | Alicante                  | 29   | Elegido de Laura Barcelona                                                           | NO    | Solo                                     |
| Christian Pérez         | Valladolid                | 21   | Expretendiente de Abigail Ortega y Elena Milla                                       | SÍ    | Expulsado / Carla Belver                 |
| José Luis Bermell       | Madrid                    | 27   | Expretendiente de Laura Barcelona, Gina Ferrari y Gala Caldirola                     | NO    | Solo                                     |
| Alberto Santanaº        | Las Palmas                | 23   | Expretendiente de Arantxa Alarcón, Laura Campos y Ainhoa Benito                      | SÍ    | Yanira Domingo                           |
| Oriana Marzoliº         | Madrid                    | 20   | expretendienta de Sergio Clar y Christian Pérez                                      | SÍ    | Expulsada / Tony Spina                   |
| Suhaila Jad             | Madrid                    | 24   | Tenista. Expretendienta de Christian Pérez                                           | NO    | Abandono                                 |
| Yasmina Quejigo         | Madrid                    | 30   | Expretendienta de José Luis Garrido                                                  | SÍ    | Fede Rebecchi                            |
| Belén Roca              | Pontevedra                | 25   | Expretendienta de Alberto Santana                                                    | NO    | Abandono                                 |
| Raquel Mosquera         | Galapagar                 | 43   | Viuda de Pedro Carrasco                                                              | NO    | Sola                                     |
| Noel Bayarri            | Lanzarote                 | 24   | Elegido de Silvia Sicilia y expretendiente de Jackie Mello                           | SÍ    | Connie Bog                               |
| Oriana Marzoliº         | Madrid                    | 20   | Expretendienta de Sergio Clar y Christian Pérez                                      | NO    | Abandono                                 |
| Kiko Jiménez            | Linares                   | 21   | Expretendiente de Gala Caldirola, Suhaila Jad y Belén Roca                           | NO    | Expulsado                                |
| Yanira Domingo          | Valladolid                | 22   | Elegida de Alberto Santana                                                           | SÍ    | Jesús Sanabria                           |
| Tony Spina              | Gerona                    | 24   | Expretendiente de Gala Caldirola                                                     | SÍ    | Expulsado / Oriana Marzoli               |
| Leo Cámaraº             | Paterna                   | 32   | Modelo y mecánico de automóviles                                                     | NO    | Solo                                     |
| Andrea Ferrariº         | Andorra                   | 20   | Expretendienta de Kiko Jiménez                                                       | NO    | Abandono                                 |
| Lola Ortiz              | Fuerteventura             | 24   | Expretendienta de Tony Spina                                                         | SÍ    | Ángel Vico                               |
| Carolina Blanco         | Zaragoza                  | 23   | Expretendienta de Kiko Jiménez                                                       | SÍ    | Expulsada / Manu                         |
| Pascual Fernández       | La Línea de la Concepción | 30   | Elegido de Corina en Un príncipe para Corina                                         | NO    | Abandono                                 |
| Liz Emiliano            | Madrid                    | 29   | Concursante de Gran Hermano 10 y expretendienta de Leo Cámara                        | NO    | Sola                                     |
| Álex Guijo              | Cádiz                     | 23   | Expretendiente de Oriana Marzoli y Lola Ortiz                                        | NO    | Expulsado                                |
| Fede Rebecchi           | Módena - Madrid           | 25   | Elegido de Yasmina Quejigo                                                           | NO    | Solo                                     |
| David Rovira            | Valencia                  | 23   | Participante de Perdidos en la Tribu y expretendiente de Liz Emiliano                | NO    | Expulsado                                |
| Aguasantas Vilches      | Jerez                     | 21   | Exnuera de Raquel Bollo                                                              | NO    | Abandono                                 |
| María Hernández         | Alicante                  | 23   | Expretendienta de Noel Bayarri y Álex Guijo                                          | SÍ    | Noel Bayarri                             |
| Ángel Vico              | Benidorm                  | 25   | Expretendiente de Belén, Yanira, Andrea y elegido de Lola Ortiz                      | SÍ    | Aurah Ruiz                               |
| Isaac Díazº             | Vélez - Málaga            | 24   | Expretendiente de Liz Emiliano                                                       | SÍ    | Juntos                                   |
| Triana Ramos            | Sevilla                   | 22   |                                                                                      | SÍ    | Juntos                                   |
| Iván Sánchezº           | Las Palmas                | 24   | Expretendiente de María Hernández disfrazado de "Avatar"                             | NO    | Abandono                                 |
| Cristian Nieto          | Valdemoro                 | 24   | Expretendiente de María Hernández                                                    | SÍ    | Anabel Hernández                         |
| Alberto Isla            | Sevilla                   | 21   |                                                                                      | SÍ    | Abandono / Luisa Kremleva                |
| Samira Salomé Jalilº    | Madrid - Ibiza            | 23   | Expretendienta de Toño González, Rafa Mora y Ángel Vico                              | SÍ    | Jonathan Pares                           |
| Anaís León.º            | Tenerife                  | 23   | Expretendienta de Iván Sánchez "Avatar"                                              | SÍ    | Abandono / Iván Sánchez                  |
| Manu Lombardo           | Mataró                    | 27   | Expretendiente de María Hernández                                                    | SÍ    | Susana Morales                           |
| Julen de la Guerraº     | Madrid                    | 19   | Expretendiente de Patricia "Steisy" (Tronista de verano 2015)                        | NO    | Solo                                     |
| Jennifer Laraº          | Valladolid                | 25   | Expretendienta de Ángel Vico (Tronista de verano 2015)                               | NO    | Sola                                     |
| Alejandro Santanaº      | Gran Canaria              | 23   | Expretendiente de Patricia "Steisy" (Tronista de verano 2015)                        | SÍ    | Solo / Patricia Pérez "Steisy"           |
| Patricia Pérez "Steisy" | Granada                   | 24   | Expretendienta de Ángel Vico                                                         | SÍ    | Dosel Kamana                             |
| Julen de la Guerraº     | Madrid                    | 19   | Expretendiente de Patricia "Steisy"                                                  | NO    | Abandono                                 |
| Elisa de Panicis        | Milán - Madrid            | 23   | Modelo y concursante de Supervivientes 2015                                          | SÍ    | Juanma                                   |
| Ruth García             | Basauri                   | 21   | Expretendienta de Manu Lombardo                                                      | NO    | Trono suspendido                         |
| Alba Casillas           | Ávila                     | 22   | Expretendienta de Julen de la Guerra y prima de Iker Casillas                        | NO    | Abandono                                 |
| Lukas Ablático          | Majadahonda               | 23   | Expretendiente de Triana Ramos                                                       | NO    | Abandono                                 |
| Ruth García             | Basauri                   | 21   | Expretendienta de Manu Lombardo                                                      | NO    | Abandono                                 |
| Sofía Suescun           | Pamplona                  | 20   | Ganadora de Gran Hermano 16                                                          | SÍ    | Juntos                                   |
| Hugo Paz                | Cádiz                     | 23   | Expretendiente de Jenny Lara, Alba Casillas y Sofía Suescun                          | SÍ    | Juntos                                   |
| José Labrador           | Valencia                  | 30   | Expretendiente de Laura Barcelona y participante de Gandía Shore                     | SÍ    | Ana Mojica                               |
| Jennifer Laraº          | Valladolid                | 26   | Expretendienta de Ángel Vico y José Labrador                                         | NO    | Expulsada                                |
| Iván González           | Jerez                     | 24   | Expretendiente de Yanira Domingo y Ruth García                                       | NO    | Expulsado                                |
| Ana "Anginas"           | Barcelona                 | 24   | Expretendienta de José Labrador y expretendiente VIP                                 | SÍ    | Juan Medina                              |
| Suso Álvarez            | Barcelona                 | 23   | Concursante de Gran Hermano 16 y Supervivientes 2016                                 | NO    | Abandono                                 |
| Xavi Furriol            | Sabadell                  | 25   |                                                                                      | NO    | Expulsado                                |
| Claire Cockx            | Madrid                    | 24   | Abogada                                                                              | NO    | Abandono                                 |
| Diego Pérez             | Santander                 | 23   | Expretendiente de Ana "Anginas"                                                      | SÍ    | Marta Mencía "Lola"                      |
| Rym Renom               | Marbella                  | 25   | Protagonista de Un príncipe para tres princesas y expretendienta de Iván González    | SÍ    | Albert Barranco                          |
| Marta Granero           | Castellar del Vallés      | 23   | Expretendienta de Lukas Ablático y Diego Pérez                                       | SÍ    | Abandono / Albert Álvarez                |
| Fabio Agostini          | Gran Canaria              | 27   | Entrenador personal                                                                  | SÍ    | Bienve López                             |
| Christian Díaz          | Madrid                    | 20   | Expretendiente de Marta Granero (Tronista de verano 2017)                            | SÍ    | Nadia                                    |
| Ariana Freire           | Madrid                    | 23   | Expretendienta de Fabio Agostini (Tronista de verano 2017)                           | SÍ    | Rubén García                             |
| Iván Sánchez            | Madrid                    | 23   | Expretendiente de Rym Renom y Marta Granero (Tronista de verano 2017)                | NO    | Solo                                     |
| Yera Fontes             | Lanzarote                 | 25   | Expretendiente de Rym Renom                                                          | SÍ    | Ainhoa Benito                            |
| Claudia Martínez        | Barcelona                 | 21   | Expretendienta de Yera Fontes                                                        | SÍ    | Abandono / Abraham                       |
| Joni Menéndez           | Oviedo                    | 22   | Expretendiente de Rym Renom                                                          | NO    | Expulsado                                |
| Iván Sánchez            | Madrid                    | 23   | Expretendiente de Rym Renom y Marta Granero                                          | SÍ    | Judith Salvat                            |
| Melani Soler            | Amposta                   | 24   | Expretendienta de Diego Pérez y Fabio Agostini                                       | NO    | Sola                                     |
| Albert Álvarez          | Soria                     | 28   | Saltador de pértiga, elegido de Marta Granero                                        | SÍ    | Jennifer Baldini                         |
| Albert Barrancoº        | Barcelona                 | 23   | Elegido de Rym Renom                                                                 | NO    | Expulsado                                |
| Sophie Tatar            | Ibiza                     | 19   | Expretendienta de Yera Fontes y Joni Menéndez                                        | SÍ    | Víctor Seitz                             |
| Jaime de León           | Cádiz                     | 24   | Expretendiente de Marta Granero                                                      | NO    | Abandono                                 |
| Eleazar Quesada         | Las Palmas                | 30   | Expretendiente de Melani Soler y Sophie Tatar                                        | SÍ    | Abandono / Zaida Aparicio                |
| Violeta Mangriñán       | Valencia                  | 23   | Expretendienta de Albert Barranco                                                    | SÍ    | Julen de la Guerra                       |
| Marina Ruiz             | Jaén                      | 23   | Expretendienta de Lukas Ablático                                                     | SÍ    | Alai Descarrega                          |
| Moha Palacios           | Málaga                    | 24   | Expretendiente de Marina Ruiz                                                        | NO    | Abandono de sus pretendientas            |
| Maira Cruz              | Madrid                    | 28   | Expretendienta de Jaime de León                                                      | SÍ    | Josua García                             |
| Álex Bueno              | Madrid                    | 28   | Expretendiente de Melani Soler                                                       | SÍ    | Fiama Rodríguez                          |
| Noelia Freire           | Ciudad Real               | 25   | Modelo, Miss Universo España 2016                                                    | NO    | Sola                                     |
| Alberto Santana         | Las Palmas                | 29   | Extronista y expretendiente de Arantxa A., Laura Campos, Ainhoa Benito y Marina Ruiz | SÍ    | Melyssa Pinto                            |
| Jesús Collado           | Valladolid                | 26   | Modelo, Míster Internacional España 2018                                             | NO    | Abandono de sus pretendientas            |
| Manu Napoli             | Valencia                  | 25   | Expretendiente de Violeta Mangriñán y Maira Cruz                                     | NO    | Abandono de sus pretendientas            |
| Silvia Alonso           | Madrid                    | 26   | Expretendienta de Yera Fontes y Eleazar Quesada                                      | NO    | Expulsada                                |
| Jennifer Baldini        | Castellón                 | 21   |                                                                                      | SÍ    | Martí Pou                                |
| Efrén Reyero            | Málaga                    | 36   | Futbolista y extronista                                                              | SÍ    | Ana Pérez                                |
| Carmen Saavedra°        | Málaga                    | 24   | Expretendienta de Eleazar Quesada                                                    | NO    | Expulsada                                |
| Miguel de Hoyos         | Málaga                    | 22   | Expretendiente de Jennifer Baldini                                                   | SÍ    | Claudia Martínez                         |
| Jenny Cayónº            | Cantabria                 | 26   | Expretendienta de Alberto Santana                                                    | NO    | Abandono / Pasa a pretender a David Soto |
| Melyssa Pinto           | Barcelona                 | 29   | Expareja de Alberto Santana                                                          | SÍ    | Tom Brusse                               |
| Marco Panosian          | Barcelona                 | 22   | Míster Internacional Barcelona 2018 y expretendiente de Maira Cruz                   | NO    | Expulsado                                |
| David Soto              | Málaga                    | 27   | Futbolista y expretendiente de Violeta Mangriñán                                     | SÍ    | Ainhoa Ruiz                              |
| Cristina Caamaño        | Córdoba                   | 25   | Expretendienta de Miguel de Hoyos                                                    | NO    | Expulsada                                |
| Nerea Gavira            | Madrid                    | 26   | Expretendienta de Fede Rebecchi, Iván Sánchez, Albert Barranco y David Soto          | NO    | Trono anulado                            |
| Álvaro Domínguez        | Málaga                    | 23   | Expretendiente de Claudia Martínez y Violeta Mangriñán                               | NO    | Trono anulado                            |
| Rubén Sánchez           | Madrid                    | 32   | Expretendiente de María Hernández y participante de La Isla de las Tentaciones       | NO    | Trono anulado                            |
| Noemí Delgado           | Málaga                    | 26   | Modelo, Miss World Málaga                                                            | NO    | Expulsada                                |
| Miriam Zambrano         | Barcelona                 | 22   | Licenciada en Relaciones Laborales y Derecho                                         | NO    | Abandono / Pasa a pretender a Álex       |
| Alejandro Bernardos     | Madrid                    | 26   | Expretendiente de Carmen Saavedra                                                    | NO    | Solo                                     |
| Josué Bernal            | Málaga                    | 25   | Opositor a bombero                                                                   | SÍ    | Zoe Mba Bayona                           |
| Carmen Saavedra         | Málaga                    | 25   | Expretendienta de Eleazar Quesada y Josué Bernal                                     | NO    | Abandono                                 |
| Jorge Javier Vázquez    | Badalona                  | 50   | Presentador de televisión y actor                                                    | SÍ    | Michael Alonso                           |
| Iván Díaz               | Badajoz                   | 26   | Expretendiente de Carmen Saavedra                                                    | NO    | Solo                                     |
| Julen de la Guerraº     | Madrid                    | 24   | Expretendiente de Patricia "Steisy", Violeta Mangriñan y Tronista dos veces          | NO    | Solo                                     |

- (º) Tronistas que tras su paso por el trono volvieron como pretendientes.
- Oriana Marzoli, Samira Salomé Jalil, Julen de la Guerra, Jennifer Lara, Iván Sánchez, Alberto Santana, Efrén Reyero y Carmen Saavedra fueron tronistas en dos ocasiones, una vez finalizados sus respectivos tronos.
- El trono de Ruth fue suspendido temporalmente, como ya ocurrió con Oriana.

     Llegó a la final y eligió.
     Llegó a la final pero se fue solo/a.
     Abandono voluntario
     Expulsión por incumplir las normas, abandono de todos los pretendientes.
     Expulsado por el voto del público.
     Trono anulado.
     Actualmente en el trono.

## Participantes deMujeres y Hombres y Viceversaen otros programas
Aparte de buscar el amor en Mujeres y hombres y viceversa, algunos de los participantes han concursado en reality shows u otros formatos televisivos de Mediaset España o ajenos al grupo. Además, el programa de citas ha servido también para debatir sobre dichos concursos, mostrando también imágenes inéditas en el caso de Supervivientes, ya que ambos formatos comparten productora. Por esta misma razón, algunos tronistas han participado en galas y debates del programa de supervivencia, también con el fin de promocionar el dating show. Asimismo, los que han pasado por alguno de los reality shows de convivencia de Telecinco, han colaborado en sus respectivas galas y debates, e incluso varios de ellos lo han seguido haciendo en ediciones posteriores.

### Como participantes
- Amor a prueba (Chile)
  - Oriana Marzoli – Amor a prueba (2014-2015) - Abandono / 17.ª expulsada
  - Tony Spina – Amor a prueba (2014-2015) - 17. expulsado
  - Liz Emiliano – Amor a prueba (2014-2015) - 3.ª finalista

- Cámbiame
  - Pedro Reche – Cámbiame Premium (2015) - Participante
  - Leo Cámara – Cámbiame VIP (2017) - Aspirante no seleccionado
  - Rafa Mora – Cámbiame VIP (2017) - Participante
  - Samira Salomé Jalil – Cámbiame VIP (2017) - Participante

- Campamento de verano
  - Gaby Sánchez – Campamento de verano (2013) - 4.ª expulsada

- Casados a primera vista
  - Tito Gaviño – Casados a primera vista (2016) - Participante (antes de MyHyV)
  - Cristina Gallego – Casados a primera vista (2016) - Participante (antes de MyHyV

- Curso del 63
  - Carmen Madrigal – Curso del 63 (2009) - Participante (antes de MyHyV)

- Doble tentación
  - Gemma Collado – Doble tentación (2017) - 3.ª expulsada
  - Pascual Fernández – Doble tentación (2017) - 9.º expulsado
  - Elisa de Panicis – Doble tentación (2017) - Eliminada tras quedarse sin pareja
  - Luis Mateucci – Doble tentación (2017) - Expulsión disciplinaria (antes de MyHyV)
  - Oriana Marzoli – Doble tentación (2017) - Expulsión disciplinaria
  - Tony Spina – Doble tentación (2017) - 13.er expulsado

- El conquistador
  - José Carlos Montoya - El conquistador (2023) - Semifinalista
  - Perla Alí – El conquistador (2023) - Abandono por lesión

- El conquistador del fin del mundo
  - Krasimir Dariev – El conquistador del Caribe II (2018) - Abandono por lesión / El conquistador del Pacífico (2019) - 4.º finalista

- El Reencuentro
  - Arturo Requejo – Gran Hermano: El Reencuentro (2010) - Expulsión disciplinaria (antes de MyHyV)
  - Indhira Kalvani – Gran Hermano: El Reencuentro (2010) - Abandono (antes de MyHyV
  - Tamara Gorro – El Reencuentro: 10 años después (2011) - 3.ª expulsada
  - Oliver Reaza – El Reencuentro: 10 años después (2011) - 3.er expulsado

- El tiempo del descuento
  - Kiko Jiménez – El tiempo del descuento (2020) - 2.º finalista

- Expedición imposible
  - Raquel Mosquera – Expedición Imposible: El Reino de Marruecos (2013) - 2.ª expulsada

- Gandía Shore
  - José Labrador – Gandía Shore (2012-2013) - Participante (antes de MyHyV)

- Gran Hermano
  - Germán Ramírez – Gran Hermano 10 (2008-2009) - 1.er expulsado (antes de MyHyV)
  - Liz Emiliano – Gran Hermano 10 (2008-2009) - 15.ª expulsada(antes de MyHyV)
  - Indhira Kalvani – Gran Hermano 11 (2009-2010) - Abandono forzado (antes de MyHyV)
  - Arturo Requejo – Gran Hermano 11 (2009-2010) - 3.er expulsado (antes de MyHyV)
  - Laura Campos – Gran Hermano 12 (2010-2011) - Ganadora (antes de MyHyV)
  - Edoardo Boscolo – Gran Hermano 14 (2013) - 3.er expulsado (antes de MyHyV)
  - Sofía Suescun – Gran Hermano 16 (2015) - Ganadora (antes de MyHyV)
  - Suso Álvarez – Gran Hermano 16 (2015) - 9.º expulsado
  - Fernando Espinar – Gran Hermano 17 (2016) - 5.º expulsado / Abandono forzado
  - Simona Scorus – Gran Hermano 17 (2016) - 10.ª expulsada (antes de MyHyV)

- Gran Hermano VIP
  - Fede Rebecchi – Gran Hermano VIP 3 (2015) - 10.º expulsado
  - Aguasantas Vilches – Gran Hermano VIP 3 (2015) - 2.ª finalista
  - Liz Emiliano – Gran Hermano VIP 4 (2016) - 4.ª expulsada
  - Belén Roca – Gran Hermano VIP 4 (2016) - Abandono por asuntos familiares
  - Laura Campos – Gran Hermano VIP 4 (2016) - 12.ª expulsada
  - Samira Salomé Jalil – Gran Hermano VIP 4 (2016) - Aspirante a concursante reserva
  - Sergio Ayala – Gran Hermano VIP 5 (2017) - 7.º expulsado
  - Oriana Marzoli – Gran Hermano VIP 6 (2018) - Abandono / Gran Hermano VIP 8 (2023) - Abandono
  - Omar Montes – Gran Hermano VIP 6 (2018) - 3.er expulsado
  - Aurah Ruiz – Gran Hermano VIP 6 (2018) - 9.ª expulsada
  - Tony Spina – Gran Hermano VIP 6 (2018) - 10.º expulsado
  - Asraf Beno – Gran Hermano VIP 6 (2018) - 4.º finalista
  - Suso Álvarez – Gran Hermano VIP 6 (2018) - 2.º finalista
  - Kiko Jiménez – Gran Hermano VIP 7 (2019) - 4.º expulsado
  - Luitingo –Gran Hermano VIP 8 (2023) - 2.º finalista
  - Michael Terlizzi –Gran Hermano VIP 8 (2023) - 5.º finalista

- Gran Hermano Dúo
  - Fede Rebecchi – Gran Hermano Dúo (2019) - 1.er expulsado
  - Sofía Suescun – Gran Hermano Dúo (2019) - 4.ª / 11.ª expulsada
  - Efrén Reyero – Gran Hermano Dúo (2024) - 4.º expulsado
  - Manuel González – Gran Hermano Dúo (2024) - 3.er finalista
  - Asraf Beno – Gran Hermano Dúo (2024) - 2.º finalista
  - Aurah Ruiz – Gran Hermano Dúo (2025) - Concursante infiltrada
  - Álex Ghita – Gran Hermano Dúo (2025) - 3.er / 9.º expulsado

- Grande Fratello VIP (Italia)
  - Elisa de Panicis – Grande Fratello VIP (2020) - 1.ª expulsada
  - Iván González – Grande Fratello VIP (2020) - 4.º expulsado
  - Oriana Marzoli – Grande Fratello VIP (2022) - 2.ª finalista

- Hay una cosa que te quiero decir
  - Leo Cámara – Hay una cosa que te quiero decir (2013) - Participante (antes de MyHyV)

- La casa de los famosos
  - Samira Salomé Jalil – La casa de los famosos: Fans (2023) - 7.ª expulsada

- La casa fuerte
  - José Labrador – La casa fuerte (2020) - 2.º expulsado
  - Iván González – La casa fuerte (2020) - 2.° finalista
  - Oriana Marzoli – La casa fuerte (2020) - 2.ª finalista
  - Cristini Couto – La casa fuerte 2 (2020) - 4.ª expulsada
  - Efrén Reyero – La casa fuerte 2 (2020) – 5.º expulsado
  - Asraf Beno – La casa fuerte 2 (2020) – 6.º expulsado
  - Tom Brusse – La casa fuerte 2 (2020) – 7.º expulsado
  - Sandra Pica – La casa fuerte 2 (2020) - 7.ª expulsada
  - Albert Álvarez– La casa fuerte 2 (2020) - 4.° finalista
  - Tony Spina – La casa fuerte 2 (2020) - 3.er finalista
  - Aurah Ruiz La casa fuerte 2 (2020) - 3.ª finalista
  - Samira Salomé Jalil– La casa fuerte 2 (2020) - 2.ª finalista

- La isla de las tentaciones
  - Álex Bueno – La isla de las tentaciones 1 (2020) - Participante
  - Fiama Rodríguez – La isla de las tentaciones 1 y 3 (2020 y 2021) - Participante
  - Katerina Safarova – La isla de las tentaciones 1 (2020) - Participante
  - Melani Soler – La isla de las tentaciones 1 (2020) - Participante
  - Óscar Ruiz Mateos – La isla de las tentaciones 1 y 2, y La última tentación (2020 y 2021) - Participante
  - Rubén Sánchez – La isla de las tentaciones 1 y 3 (2020 y 2021) - Participante
  - Cristian del Valle – La isla de las tentaciones 2 (2020) - Participante
  - Dani García – La isla de las tentaciones 2 (2020) - Participante
  - Inma Campano – La isla de las tentaciones 2 (2020) - Participante
  - Guillermo "El Largo" – La isla de las tentaciones 2 (2020) - Participante
  - Luzma Cabello – La isla de las tentaciones 2 (2020) - Participante
  - Melyssa Pinto – La isla de las tentaciones 2 (2020) - Participante
  - Sandra Pica – La isla de las tentaciones 2 (2020) - Participante
  - Tom Brusse – La isla de las tentaciones 2 (2020) - Participante
  - Bela Saleem – La isla de las tentaciones 3 y La última tentación (2021) - Participante
  - Carla Divinity – La isla de las tentaciones 3 (2021) - Participante
  - Carlos Algora – La isla de las tentaciones 3 (2021) - Participante
  - Diego Pérez – La isla de las tentaciones 3 (2021) - Participante
  - Manuel González – La isla de las tentaciones 3 y La última tentación (2021) - Participante
  - Marta Mencía "Lola" – La isla de las tentaciones 3 (2021) - Participante
  - Alejandro Bernardos – La última tentación (2021) - Participante
  - Zoe Mba - La isla de las tentaciones 4 (2021-2022) - Participante
  - Josué Bernal - La isla de las tentaciones 4 (2021-2022) - Participante
  - Miguel de Hoyos - La isla de las tentaciones 4 (2021-2022) - Participante
  - Rubo Blanco - La isla de las tentaciones 4 (2021-2022) - Participante
  - Iván Alcaraz - La isla de las tentaciones 4 (2021-2022) - Participante
  - Diriany Isabel - La isla de las tentaciones 4 (2021-2022) - Participante
  - Claudia Martínez - La isla de las tentaciones 5 (2022) - Participante
  - Laura Casabela - La isla de las tentaciones 5 (2022) - Participante
  - Vladi Giráldez - La isla de las tentaciones 5 (2022) - Participante
  - Manu Napoli - La isla de las tentaciones 6 (2023) - Participante
  - Alba Casillas - La isla de las tentaciones 7 (2024) - Participante
  - Zayra de la Morena - La isla de las tentaciones 7 (2024) - Participante
  - José Carlos Montoya - La isla de las tentaciones 7 (2025) - Participante
  - Andrea Arpal - La isla de las tentaciones 7 (2025) - Participante

- La última cena
  - Kiko Jiménez – La última cena (2020) - 7.° clasificado
  - Rafa Mora – La última cena (2020) - 7.° clasificado
  - Asraf Beno – La última cena 2 (2021) - 5.° clasificado
  - Melyssa Pinto – La última cena 2 (2021) - 4.ª clasificada
  - Tom Brusse – La última cena 2 (2021) - 4.° clasificado

- L'isola di Adamo ed Eva (Italia)
  - Edoardo Boscolo – L'isola di Adamo ed Eva (2015) - Participante (antes de MyHyV)

- Los vecinos de la casa de al lado
  - Julen de la Guerra – Los vecinos de la casa de al lado (2024) - 2.º finalista
  - Manuel Napoli – Los vecinos de la casa de al lado (2024) - Expulsión disciplinaria
  - Alba Casillas – Los vecinos de la casa de al lado (2024) - 1.ª expulsada
  - Albert Barranco – Los vecinos de la casa de al lado (2025) - 9.º expulsado

- Mask Singer: adivina quién canta
  - Tamara Gorro – Mask Singer: adivina quién canta (2021) - Invitada

- ¡Mira quién salta!
  - Raquel Mosquera – ¡Mira quién salta! (2013) - 5.ª finalista / ¡Mira quién salta!: Final de finales (2014) - 7.ª clasificada
  - Tamara Gorro – ¡Mira quién salta! (2013) - 4.ª expulsada
  - Leo Cámara – ¡Mira quién salta! (2014) - 2.º finalista
  - Arturo Requejo – ¡Mira quién salta! (2014) - 3.er finalista / ¡Mira quién salta!: Final de finales (2014) - Ganador

- Nadie es perfecto
  - Curro Hernández – Nadie es perfecto (2007) - Participante (antes de MyHyV)

- Pasaporte a la isla
  - Cristian Nieto – Pasaporte a la Isla (2015) - Ganador
  - Isaac Díaz – Pasaporte a la Isla (2015) - 2.º finalista
  - Yasmina Quejigo – Pasaporte a la Isla (2015) - 4.ª expulsada
  - Luisa Kremleva – Pasaporte a la Isla (2015) - Abandono

- Perdidos en la tribu
  - David Rovira – Perdidos en la tribu (2010) - Participante (antes de MyHyV)

- Pesadilla en El Paraíso (anteriormente bajo el nombre de Acorralados)
  - Brenda Cerdá – Acorralados: Aventura en el bosque (2011) - 4.ª expulsada
  - Pedro Reche – Acorralados: Aventura en el bosque (2011) - 9.º expulsado
  - Dani García – Pesadilla en El Paraíso (2022) - 15.º expulsado
  - Manuel González – Pesadilla en El Paraíso (2022) - 14.º expulsado
  - Patricia Pérez "Steisy" – Pesadilla en El Paraíso (2022) - 11.ª expulsada
  - Marina Ruiz – Pesadilla en El Paraíso (2022) - 4.ª expulsada
  - Kiko Jiménez – Pesadilla en El Paraíso (2023) - 4.º expulsado

- ¿Quién quiere casarse con mi hijo?
  - Rubén Poveda – ¿Quién quiere casarse con mi hijo? (2012) - Protagonista (antes de MyHyV)

- Sálvame Okupa
  - Rafa Mora – Sálvame Okupa (2019) - 1.er expulsado / 7.º finalista

- Sálvame Snow Week
  - Rafa Mora – Sálvame Snow Week (2016) - 2.º ganador

- Secret Story: la casa de los secretos
  - Sandra Pica – Secret Story: La casa de los secretos (2021) - 14.ª expulsada
  - Julen de la Guerra – Secret Story: La casa de los secretos (2021) - 13.er expulsado
  - Cynthia Martínez – Secret Story: La casa de los secretos (2021) - 9.ª expulsada
  - Fiama Rodríguez – Secret Story: La casa de los secretos (2021) - 4.ª expulsada

- Supervivientes
  - Rafa Mora – Supervivientes 2010 - 9.º expulsado
  - Arturo Requejo – Supervivientes 2011 - 9.º expulsado (antes de MyHyV)
  - Tamara Gorro – Supervivientes 2011 - Abandono por motivos de salud
  - Oriana Marzoli – Supervivientes 2014 - Abandono
  - Alberto Santana – Supervivientes 2014 - Abandono por lesión
  - Suhaila Jad – Supervivientes 2014 - Abandono por asuntos familiares / Supervivientes 2015 - 7.ª expulsada
  - Tony Spina – Supervivientes 2014 - Abandono por lesión
  - José Labrador – Supervivientes 2015 - 2.º expulsado (antes de MyHyV)
  - Noel Bayarri – Supervivientes 2015 - 4.º expulsado
  - Elisa de Panicis – Supervivientes 2015 - 6.ª expulsada (antes de MyHyV)
  - Lola Ortiz – Supervivientes 2015 - 9.ª expulsada
  - Cristian Nieto – Supervivientes 2016 - 3.er expulsado
  - Patricia Pérez "Steisy" – Supervivientes 2016 - 11.ª expulsada
  - Suso Álvarez – Supervivientes 2016 - 12.º expulsado
  - Kiko Jiménez – Supervivientes 2017 - 10.º expulsado / Supervivientes 2024 - 10.º expulsado
  - Iván González – Supervivientes 2017 - 11.º expulsado
  - Melissa Vargas – Supervivientes 2018 - 4.ª expulsada
  - Alberto Isla – Supervivientes 2018 - 5.º expulsado
  - Hugo Paz – Supervivientes 2018 - 9.º expulsado
  - Raquel Mosquera – Supervivientes 2018 - 3.ª finalista / Supervivientes 2023 - 3.ª expulsada
  - Sofía Suescun – Supervivientes 2018 - Ganadora
  - Jonathan Piqueras – Supervivientes 2019 - 3.er expulsado (antes de MyHyV)
  - Violeta Mangriñán – Supervivientes 2019 - Abandono por motivos de salud
  - Albert Álvarez – Supervivientes 2019 - 2.º finalista
  - Omar Montes – Supervivientes 2019 - Ganador
  - Albert Barranco – Supervivientes 2020 - 12.º expulsado
  - Nyno Vargas – Supervivientes 2020 - 10.º expulsado
  - Tom Brusse – Supervivientes 2021 - 12.º expulsado
  - Marta Mencía "Lola" – Supervivientes 2021 - 13.ª expulsada
  - Melyssa Pinto – Supervivientes 2021 - 3.ª finalista
  - Katerina Safarova – Supervivientes 2023 - 4.ª expulsada
  - Diego Pérez – Supervivientes 2023 - 6.º expulsado
  - Asraf Beno – Supervivientes 2023 - 12.º expulsado
  - Claudia Martínez – Supervivientes 2024 - 6.ª expulsada
  - Aurah Ruiz – Supervivientes 2024 - 11.ª expulsada
  - Gala Caldirola – Supervivientes 2025 - 3 ª expulsada
  - Manuel González – Supervivientes 2025 - 6.º expulsado
  - José Carlos Montoya – Supervivientes 2025 - 3.er finalista

- Supervivientes All Stars
  - Sofía Suescun - Supervivientes All Stars (2024) - 3.ª finalista
  - Marta Mencía "Lola" - Supervivientes All Stars (2024) - 5.ª expulsada

- Solos/Solas
  - Sofía Suescun – Sola (2020) - Participante
  - Rafa Mora – Solos (2021) - Participante
  - Noel Bayarri – Solos (2021) - Participante
  - Tony Spina – Solos (2021) - Participante
  - Dani García – Solos (2021) - Participante
  - Óscar Ruiz Mateos – Solos (2021) - Participante
  - Samira Jalil – Solos (2021) - Participante
  - Manuel González – Solos (2021) - Participante
  - Patricia Pérez "Steisy" – Solos (2021) - Participante
  - Albert Álvarez – Solos (2021) - Participante
  - Inma Campano – Solos (2021) - Participante
  - Julen de la Guerra – Solos (2021) - Participante
  - Fiama Rodríguez – Solos on the beach (2021) - Participante
  - Tom Brusse – Solos (2023) - Participante
  - Bela Saleem – Solos (2023) - Participante
  - Hugo Paz – Solos (2023) - Participante
  - Marta Mencía "Lola" – Solos (2023) - Participante
  - Zoe Bayona – Solos (2023) - Participante
  - Carmen Saavedra – Solos (2023) - Participante
  - Marina López – Solos (2023) - Participante
  - Keyla Suárez – Solos (2023) - Participante
  - Manuel Napoli – Solos (2023) - Participante

- Temptation Island VIP (Italia)
  - Iván González – Temptation Island VIP (2018) - Participante

- Un príncipe para...
  - Pascual Fernández – Un príncipe para Corina (2013) - Elegido (antes de MyHyV)
  - Rym Renom – Un príncipe para tres princesas (2016) - Protagonista (antes de MyHyV)
  - David Jaraba – Un príncipe para tres princesas (2016) - Elegido (antes de MyHyV)
- Uomini e donne (Italia)
  - Elisa de Panicis – Uomini e donne (2011-2012) - Pretendienta (antes de MyHyV)
  - Iván González – Uomini e donne (2018-2019) - Tronista

- ¡Vaya vacaciones!
  - Tony Spina – ¡Vaya vacaciones! (2023) - 3.er finalista
  - Aguasantas Vilches – ¡Vaya vacaciones! (2023) - 5.ª expulsada

- Ven a cenar conmigo
  - Manuel Restituto – Ven a cenar conmigo (2008) - Ganador (antes de MyHyV) / Ven a cenar conmigo (2019) - 4.º clasificado
  - Germán Ramírez – Ven a cenar conmigo (2009) - Ganador (antes de MyHyV)
  - Lidia Hernández – Ven a cenar conmigo (2017) - 3.ª clasificada
  - Olga Lucas – Ven a cenar conmigo (2018) - 4.ª clasificada
  - Perla Alí – Ven a cenar conmigo (2018) - 4.ª clasificada / 5.ª clasificada
  - Oriana Marzoli – Ven a cenar conmigo: Summer Edition (2018) - 4.ª clasificada
  - Marisa Sandoval – Ven a cenar conmigo (2018) - 3.ª clasificada
  - Raquel Mosquera – Ven a cenar conmigo: Gourmet edition (2019) - 3.ª clasificada
  - Omar Montes – Ven a cenar conmigo (2019) - Ganador
  - Suso Álvarez – Ven a cenar conmigo: Gourmet edition (2019) - 3.er clasificado
  - Sofía Suescun – Ven a cenar conmigo: Gourmet edition (2021) - 3.ª clasificada

- ¿Volverías con tu ex? (Chile)
  - Gemma Collado – ¿Volverías con tu ex? (2016) - 2.ª expulsada
  - Tony Spina – ¿Volverías con tu ex? (2016) - 11.º expulsado
  - Pascual Fernández – ¿Volverías con tu ex? (2016) - 13.er expulsado
  - Gala Caldirola – ¿Volverías con tu ex? (2016) - 3.ª finalista
  - Luis Mateucci – ¿Volverías con tu ex? (2016) - Ganador (antes de MyHyV)
  - Oriana Marzoli – ¿Volverías con tu ex? (2016) - Expulsión disciplinaria / Ganadora

- Volverte a ver
  - Jennifer Baldini – Volverte a ver (2019) - Participante

### Como colaboradores
- Efrén Reyero – Tal cual lo contamos (2009) y La vuelta al mundo en directo (2009)
- Rafa Mora – Resistiré, ¿vale? (2010-2011), Sálvame (2010/2016-2023), La Caja Deluxe (2011), Las bodas de Sálvame (2013), Deluxe (2017-2023), Sálvame Stars (2017-2018) y Cazamariposas (como copresentador sustituto) (2019)
- Tamara Gorro – Enemigos íntimos (2010-2011), Resistiré, ¿vale? (2010-2011), La noria (2010-2012), ¡Qué tiempo tan feliz! (2010-2013/2016-2017), De buena ley (2010-2013), Sálvame Deluxe (2010-2013), Sálvame (2011), Vuélveme loca, por favor (como copresentadora) (2012), El mánager (2013-2014), Abre los ojos y mira (2012-2013), La noche en Paz (como copresentadora) (2014-2016), Mis reglas (como presentadora) (2016), Un like para… (como presentadora) (2018), Espejo público (2021) e Y ahora Sonsoles (2022-2025). En cuanto a la radio, también colaboró en HappyFM de Happy FM (2013) y en Partido a partido de Radioset (2016-2017)
- Suso Álvarez – Hable con ellas (2016), Sálvame (2017-2018), Sábado Deluxe (2018), Ya es mediodía (2019), Viva la vida (2019-2022) y Así es la vida (2023-2024)
- Iván González – Ya es mediodía (2019-2020), Ya es verano (2022) y Fiesta (2022-2023)
- Manu Lombardo – Volverte a ver (2018-2021)
- Sofía Suescun – Viva la vida (2018-2019)
- Liz Emiliano – Ya es mediodía (2019-2020)
- Asraf Beno – Ya es mediodía (2019-2020)
- Albert Barranco – Cazamariposas (2019)
- Kiko Jiménez – Sálvame (2020-2023), Deluxe (2020-2022) y Fiesta (2024-2025)
- Jesús Collado – Pasapalabra (2018) (antes de MyHyV)
- Manu Napoli – El concurso del año (2019)

### Como actores / cameos en ficción
- Tamara Gorro – Becarios (2010-2011)
- Tamara Moreno – Torrente 4: Lethal Crisis (2011) (antes de MyHyV)
- Rafa Mora – Esposados (2013) y Torrente 5: Operación Eurovegas (2015)

## Programas derivados

### Mujeres y Hombres Oro
En el año 2010, Telecinco y Magnolia TV pusieron en marcha la producción de Mujeres y Hombres Oro, una versión de Mujeres y hombres y viceversa para personas de entre 60 y 90 años. El programa se estrenó en el canal principal de Mediaset el 9 de octubre, para su emisión en las tardes de los sábados, con Emma García al frente y con Víctor Janeiro y Beatriz Trapote como asesores del amor.
A diferencia del programa original, los protagonistas eran diez hombres y diez mujeres que simultaneaban su condición de tronistas con la de pretendientes. Además, aparte de las citas exteriores, se incorporó un set anexo al plató llamado "el apartamento", donde los protagonistas podían conocerse mejor. Sin embargo, tras tres programas, el espacio fue cancelado por baja audiencia, emitiendo su última entrega el 24 de octubre de 2010.

### Las Tentaciones de MyHyV
Tras finalizar la primera temporada de La isla de las tentaciones, Mujeres y hombres y viceversa planteó una semana especial dedicada al reality con Nagore Robles como presentadora. Para ello, el espacio llamado Las tentaciones de MyHyV, contaría con los protagonistas para explicar las novedades de su vida o algunos detalles de la experiencia. En total, fueron cinco especiales emitidos entre el 17 y el 21 de febrero de 19:00 a 20:30 en Cuatro.